# Pier Giacomo Grampa
Pier Giacomo Grampa, né le 28 octobre 1936 à Busto Arsizio, dans la province de Varèse, en Italie, est un évêque catholique italien, naturalisé suisse, évêque émérite du diocèse de Lugano, en Suisse depuis novembre 2013.

## Biographie
Ordonné prêtre le 6 décembre 1959 pour le diocèse de Lugano, il en est nommé évêque le 18 décembre 2003. Il reçoit l'ordination épiscopale le 24 janvier suivant des mains de Pier Giacomo De Nicolò, nonce apostolique en Suisse, avec comme co-consécrateurs Ernesto Togni (de) et Amédée Grab.
Pier Giacomo Grampa est membre depuis 1998 de l'Ordre équestre du Saint-Sépulcre de Jérusalem et grand prieur du chapitre suisse.
Le 12 novembre 2011, en vertu du droit canonique, il remet sa démission au pape Benoît XVI. Le nonce apostolique de Suisse est chargé de trouver un successeur ce qui est fait le 4 novembre 2013 avec l'acceptation de sa démission et la nomination de Valerio Lazzeri pour lui succéder à Lugano.